# Elophos bubaceki
Elophos bubaceki är en fjärilsart som beskrevs av Karl Schawerda 1915. Elophos bubaceki ingår i släktet Elophos och familjen mätare. Inga underarter finns listade i Catalogue of Life.